# セミョン・コゾルポフ
セミョン・マトヴェーヴィチ・コゾルポフ（ロシア語: Семён Матвеевич Козолупов, ラテン文字転写例:Semyon Matveevich Kozolupov, 1886年4月10日(ユリウス暦)/4月22日(グレゴリオ暦) - 1961年4月18日）は、ロシアのチェロ奏者。

## 経歴
オレンブルク州クラスノホルムスカヤ村の生まれ。幼少時にヴァイオリンを学ぶも、左手の捻挫でチェロに転向した。チェロはオレンブルク駐留のロシア軍兵士でアマチュアの音楽家だったヴラディーミル・フォン・コッホに学んだ。1904年にサンクトペテルブルク音楽院に進学してアレクサンドル・ヴェルジビロヴィチとイヴァン・ザイフェルトの下で研鑽を積んだ。
1907年に音楽院を卒業後は、1912年までボリショイ劇場のチェロ奏者を務め、1911年にロシア音楽協会創立50周年記念の音楽コンクールに参加して優勝している。1912年から1916年までサラトフ音楽院で教鞭をとり、1916年から1920年までキエフ音楽院に転出したが、1921年にはサラトフ音楽院に戻って後進の指導に当たった。1923年から亡くなるまでモスクワ音楽院で教鞭をとり、1936年から1954年まで当音楽院のチェロ科の学科長を務めた。1946年にはロシア政府から人民芸術家の称号を贈られている。
主な弟子にはスヴャトスラフ・クヌシェヴィツキー、ムスティスラフ・ロストロポーヴィチ、ヴァレンティン・ベルリンスキーなどがいる。
1961年にモスクワにて没。

## 家族・親族
娘たちも音楽の道に進み、イリーナはピアニスト、ガリーナはチェリスト、マリナはヴァイオリニストになった。